# Börek

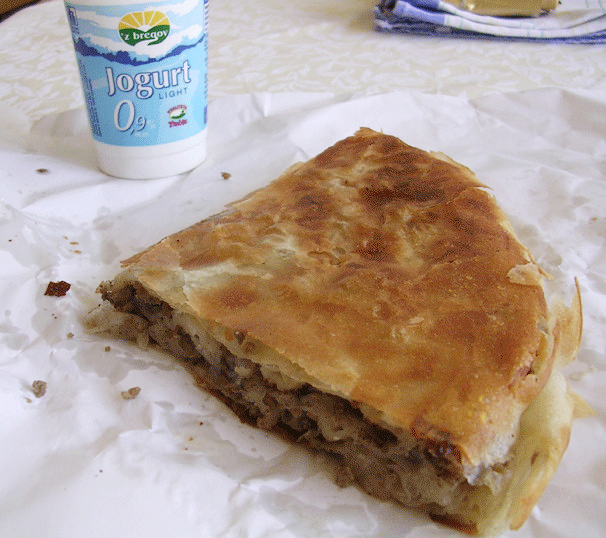
Il börek con carne macinata

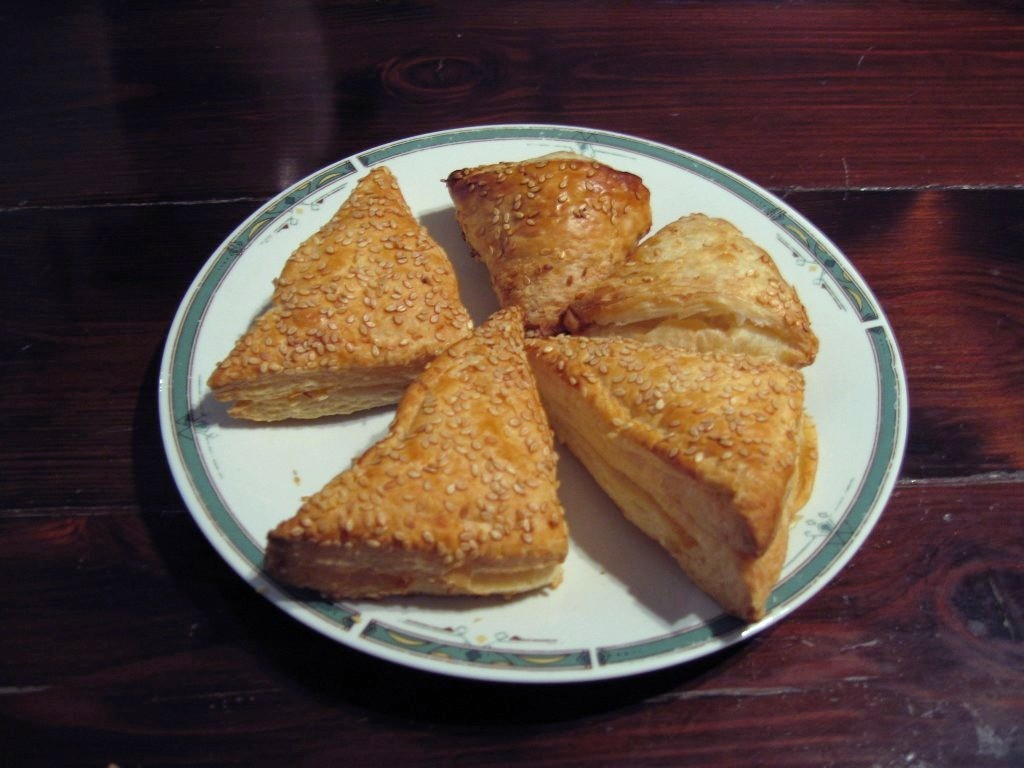
Il börek di patate e formaggio

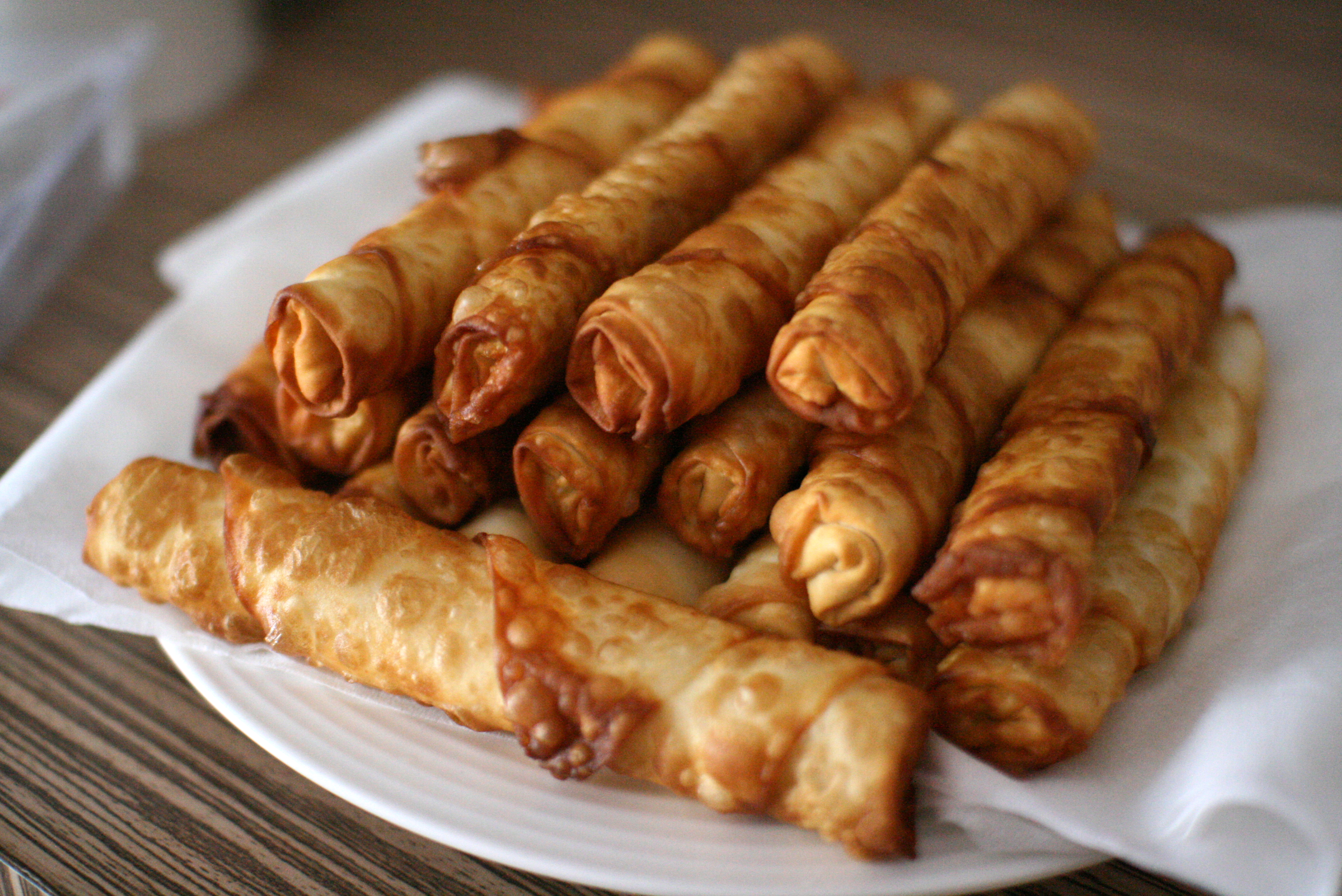
Burek, cosiddetto "a sigaretta"

Il börek (altrove chiamato burek, byrek o lakror) è un piatto tradizionale della gastronomia turca; è diffuso anche nei Paesi balcanici (soprattutto in Albania, Kosovo, Macedonia del Nord, Bosnia ed Erzegovina, Serbia, Croazia, Slovenia, Bulgaria, Romania e Moldavia) a seguito dell'espansione ottomana. Simile a una torta salata, le sue origini, antichissime, risalgono addirittura ad ancor prima delle migrazioni dei Turchi dell'Asia centrale verso occidente e più precisamente verso l'Anatolia.

## Etimologia
Con il termine börek, ci si riferisce in turco a ogni piatto a base di yufka e il nome deriva dal tema turco bur- "arrotolare" che può anche descrivere anche un qualsiasi piatto formato da una pasta arrotolata. Talvolta il termine börek è accompagnato, nella lingua turca, da un'altra parola per descrivere la forma, gli ingredienti, i metodi di cottura oppure una regione specifica del Paese dove è preparato in un modo particolare. Citiamo, ad esempio, sigara böreği ("a forma di sigaro"), kol böreği ("a forma di braccio", perché leggermente piegato al centro), talaş böreği ("a pezzettini"), Tatar böreği ("tartari") o Sarıyer böreği ("di Sarıyer").
La parola börek ha quindi un ampio ventaglio di significati e si può anche riferire a un impasto morbido chiamato nemse böreği oppure al su böreği (börek d'acqua) nel quale i fogli di pasta sono brevemente passati in acqua prima di essere stesi, oppure ancora al saray böreği ("börek del palazzo [imperiale]") nel quale un leggero strato di burro è spalmato fra i fogli di pasta o, ancora, al küt böreği preparato senza farcitura, spesso servito con zucchero. Nelle altre lingue invece, che hanno preso a prestito sia il piatto che la parola, il termine è usato in un contesto molto più ristretto.

## Preparazione e ingredienti[1][4]
L'ingrediente principale del börek è la yufka, un foglio di pasta sfoglia sottilissima. Il börek va preparato farcendo la yufka con formaggio, carne macinata, spinaci, lapazio o con altre varie verdure a piacere. Prima di infornarla, la yufka si spalma di tuorlo d'uovo sbattuto.
Ci sono alcune varianti da paese a paese. In Grecia di solito la variante senza carne viene fatta col formaggio feta e gli spinaci, arrotolata e messa in forno. In Serbia, Bosnia e Albania, dove è oramai diventato uno dei piatti nazionali, questa variante viene fatta come una torta di pasta fillo a una decina di strati con solo formaggio non stagionato e tagliata a triangoli. Anche la variante con la carne dipende da paese a paese. 
Nei paesi/città di prevalenza musulmana non viene mai farcito con carne di maiale (proibita dal Corano), mentre in Serbia, paese cristiano, la variante ha un'alta percentuale di carne suina.